# Лебедева, Татьяна Михайловна
Татьяна Михайловна Лебедева (24 апреля 1944 — 27 января 2015) — советская артистка балета, заслуженная артистка РСФСР.

## Биография
Татьяна Лебедева родилась 24 апреля 1944 года. В 1964 году закончила Пермское хореографическое училище (класс Н. Д. Сильванович). После окончания училища вошла в балетную труппу Пермского театра оперы и балета имени П.И. Чайковского. 
С 1975 года выступала в Горьковском театре оперы и балета (сейчас Нижегородский театр оперы и балета имени А. С. Пушкина), где стала одной из ведущих солисток.
В 1986 году закончила Государственный институт театрального искусства им. Луначарского (курс Раисы Стручковой).
В 1991—1993 годах была и.о. главного балетмейстера Нижегородского театра оперы и балета, работала педагогом-балетмейстером. В последние годы вела классический станок в образцовом ансамбле танца «Пионерия». В 1994 году была одной из основательниц хореографического отделения Детской школы искусств № 6 им. А. А. Касьянова в Нижнем Новгороде.
Умерла 27 января 2015 года на 71-м году жизни, похоронена на кладбище села Федяково (Нижегородская область)

## Награды
- 2 марта 1979 — Заслуженная артистка РСФСР

## Репертуар

### Горьковский театр оперы и балета
- «Лебединое озеро» П. И. Чайковского — Одетта-Одиллия
- «Дон Кихот» Л. Минкуса — Китри
- «Жизель» А. Адана — Жизель
- «Спящая красавица» — Аврора
- «Адам и Ева» — Ева
- «Корсар» — Медора
- «Тимур и его команда» — Женька